# Villes
Villes ist eine französische Gemeinde mit 390 Einwohnern (Stand: 1. Januar 2022) im Département Ain in der Region Auvergne-Rhône-Alpes. Sie gehört zum Arrondissement Nantua und ist Mitglied im Gemeindeverband Terre Valserhône. Die Bewohner werden Villatus genannt.

## Geographie

### Lage
Villes liegt auf 550 m, etwa vier Kilometer südwestlich der Stadt Bellegarde-sur-Valserine und 45 Kilometer ostsüdöstlich der Präfektur Bourg-en-Bresse (Luftlinie). Das Bauerndorf erstreckt sich im Becken von Bellegarde, an aussichtsreicher Lage auf dem Plateau der Michaille, rund 220 m über der Talniederung der Rhone, am Ostfuß des Plateau de Retord, eines Hochplateaus des französischen Juras.
Die Fläche des 9,21 km² großen Gemeindegebiets umfasst einen Abschnitt des Rhônetals. Der östliche Gemeindeteil wird vom Plateau der Michaille eingenommen, das auf durchschnittlich 520 m liegt. Es senkt sich gegen Osten allmählich ab und wird durch die Täler kurzer Seitenbäche der Rhône untergliedert, doch reicht der Gemeindeboden nicht bis ins Rhônetal hinunter. Nach Westen erstreckt sich das Gemeindeareal mit einem schmalen Streifen über den steilen Jurahang bis auf das Plateau de Retord, auf dem mit 1322 m die höchste Erhebung von Villes erreicht wird.

### Nachbargemeinden
Nachbargemeinden von Villes sind Châtillon-en-Michaille im Norden, Bellegarde-sur-Valserine im Osten, Billiat im Süden sowie Haut-Valromey mit Le Grand-Abergement im Westen.

## Geschichte
Das Dorf entwickelte sich bei einem im 11. Jahrhundert vom Kloster Nantua gegründeten Priorat. Erstmals urkundlich erwähnt wird Villes im Jahre 1144 unter dem Namen Villa in Michalia. Im Lauf der Zeit wandelte sich die Schreibweise über Villaz, Ville (1650), Villas en Michaille (1734) zum heutigen Namen, der 1808 schriftlich belegt ist. Bis zum Beginn des 20. Jahrhunderts wurden auch die Bezeichnungen Ville und Ville-en-Michaille verwendet. Der Ortsname geht auf das lateinische Wort villa (Landhaus, Dorf) zurück.

### Bevölkerungsentwicklung
| Jahr                       | 1962 | 1968 | 1975 | 1982 | 1990 | 1999 | 2006 | 2013 | 2021 |
| -------------------------- | ---- | ---- | ---- | ---- | ---- | ---- | ---- | ---- | ---- |
| Einwohner                  | 108  | 146  | 159  | 184  | 226  | 268  | 340  | 351  | 400  |
| Quellen: Cassini und INSEE |      |      |      |      |      |      |      |      |      |

Mit 390 Einwohnern (1. Januar 2022) gehört Villes zu den kleinen Gemeinden des Départements Ain. Nachdem die Einwohnerzahl in der ersten Hälfte des 20. Jahrhunderts deutlich abgenommen hatte, wurde seit Beginn der 1960er Jahre wieder ein Bevölkerungswachstum verzeichnet. Die Ortsbewohner von Villes heißen auf Französisch Villatus.

## Wirtschaft und Infrastruktur
Villes war bis weit ins 20. Jahrhundert hinein ein vorwiegend durch die Landwirtschaft geprägtes Dorf. Daneben gibt es heute einige Betriebe des lokalen Kleingewerbes. Mittlerweile hat sich das Dorf zu einer Wohngemeinde gewandelt. Zahlreiche Erwerbstätige sind Wegpendler, die in den größeren Ortschaften der Umgebung und hauptsächlich im benachbarten Bellegarde-sur-Valserine ihrer Arbeit nachgehen.
Die Ortschaft ist verkehrsmäßig gut erschlossen, obwohl abseits der größeren Durchgangsstraßen gelegen. Straßenverbindungen bestehen mit Bellegarde-sur-Valserine, Châtillon-en-Michaille und Billiat. Der nächste Anschluss an die Autobahn Autoroute A40 befindet sich in einer Entfernung von rund fünf Kilometern.
In Villes befindet sich eine staatliche école élémentaire (Grundschule).

## Sehenswürdigkeiten

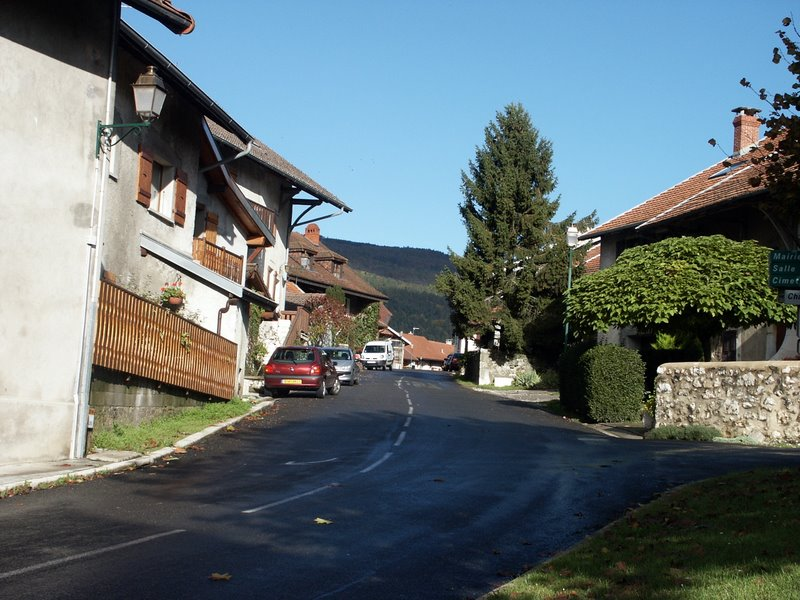
Straßenansicht in Villes

Vom ehemaligen Priorat ist die Kirche Saint-Nicolas in romanischen und gotischen Stilformen erhalten. Sie wurde mehrfach restauriert und umgestaltet und besitzt unter anderem gotische Fenster und Fragmente von Glasmalereien aus dem 15. Jahrhundert. Villes besitzt ferner einen Herrschaftssitz und stattliche Bauernhäuser.

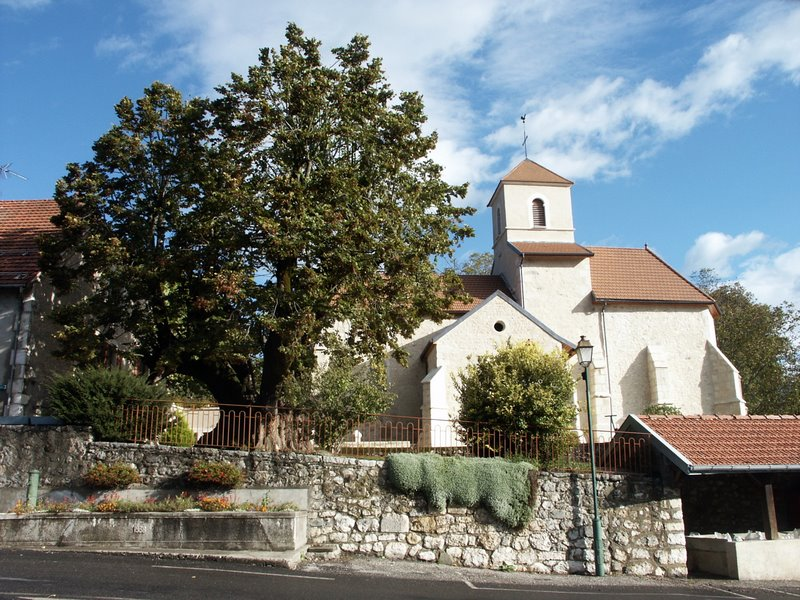
Kirche Saint-Nicolas
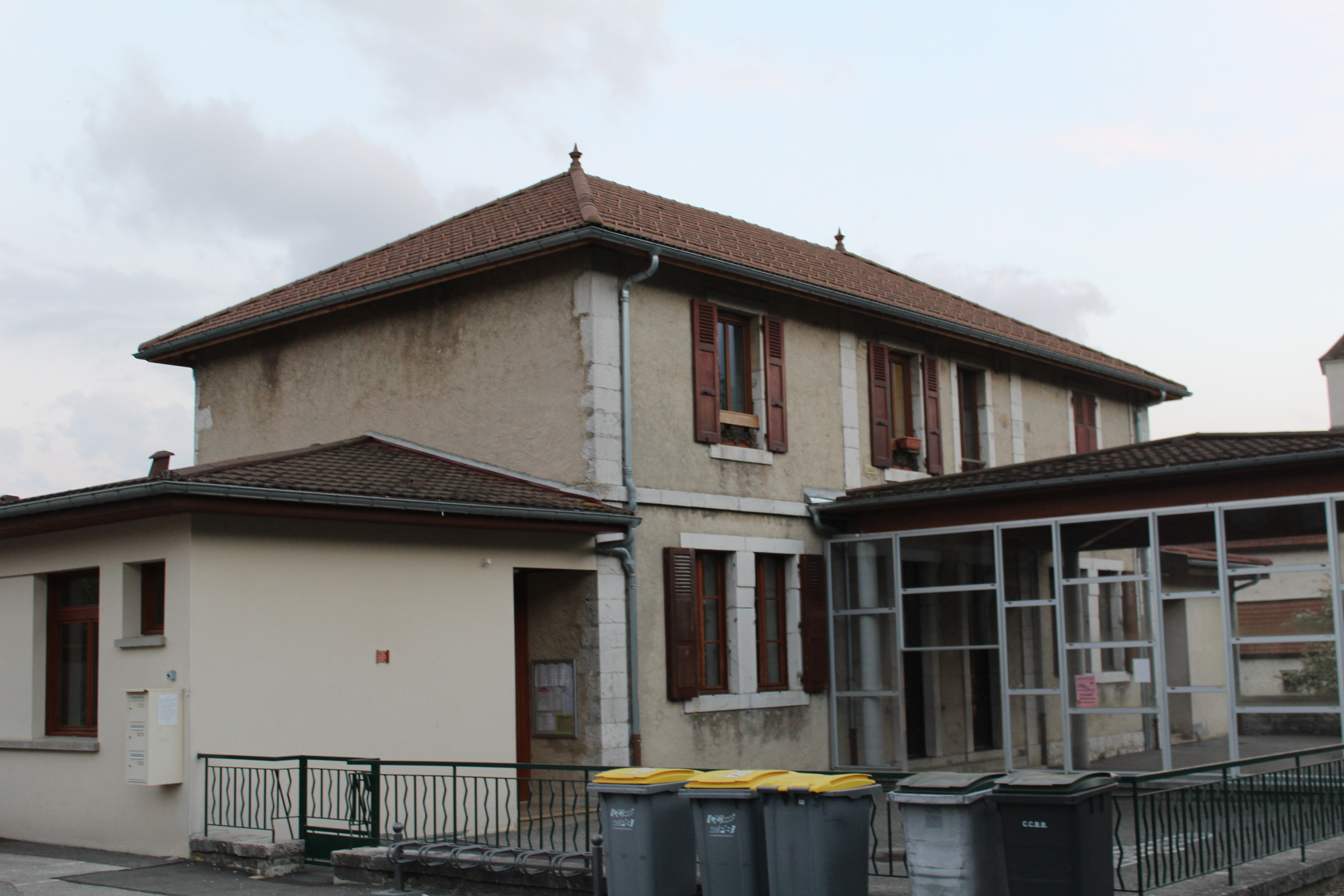
Schule
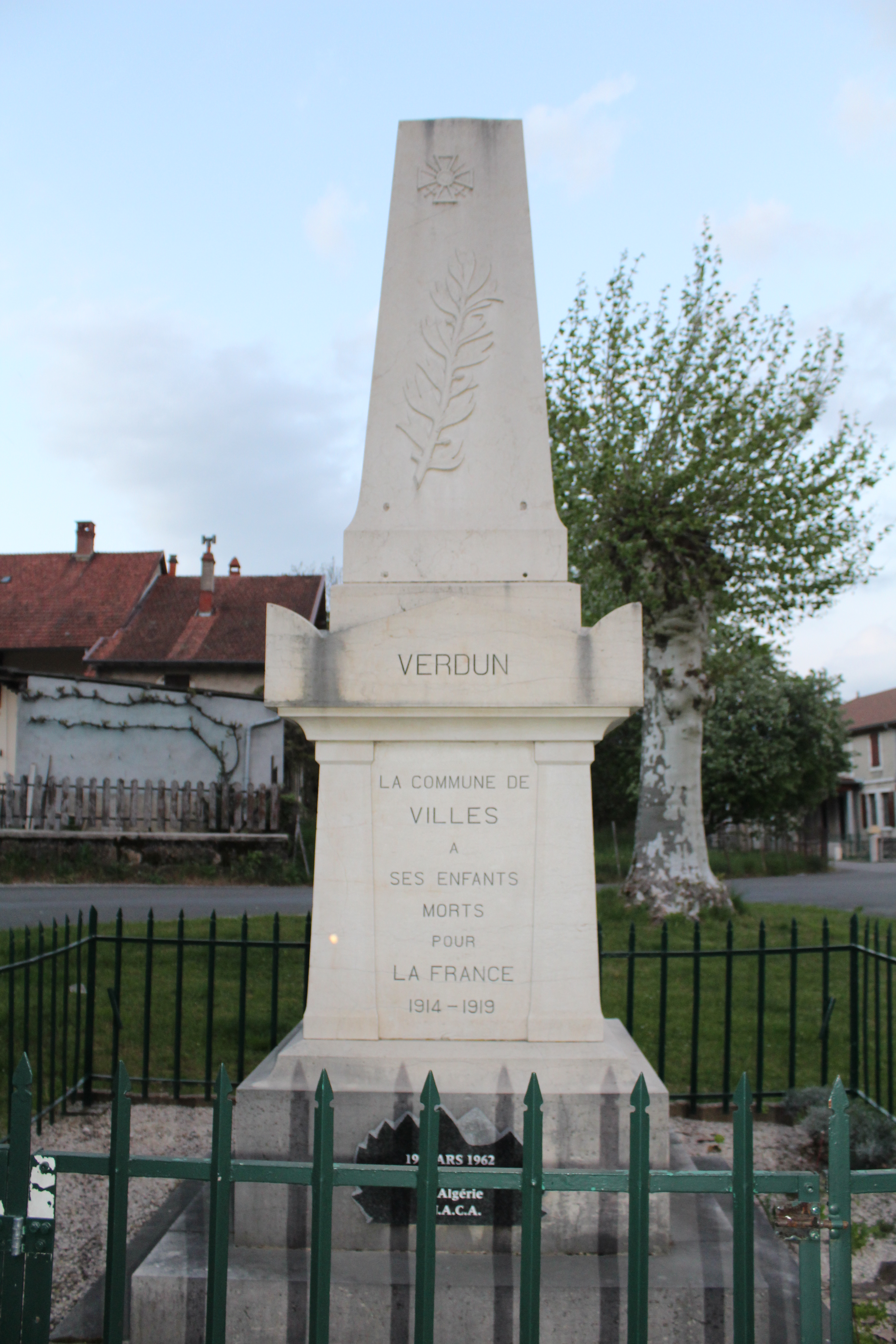
Gefallenendenkmal